# Isometria
In matematica, una isometria (dal greco ἴσος, isos, che significa uguale) è una nozione che generalizza quella di movimento rigido di un oggetto o di una figura geometrica. Formalmente, è una funzione fra due spazi metrici che conserva le distanze.
Esempi di isometrie sono le traslazioni, le rotazioni e le riflessioni nel piano o nello spazio. Generalmente le isometrie conservano, oltre alle distanze, altri concetti geometrici come angoli e aree.

## Definizione
Le isometrie (che significa: uguali misure) sono tutte le trasformazioni (movimenti, spostamenti) che mantengono inalterate le figure, più precisamente che mantengono inalterate le caratteristiche misurabili (la lunghezza dei lati, l'ampiezza degli angoli)
Si definisce isometria una funzione {\displaystyle f\colon X\to Y} fra due spazi metrici tale che, per ogni coppia di punti {\displaystyle x_{1},x_{2}} in {\displaystyle X}, vale l'uguaglianza:
{\displaystyle d_{X}(x_{1},x_{2})=d_{Y}(f(x_{1}),f(x_{2})).}
Qui {\displaystyle d_{X}} e {\displaystyle d_{Y}} denotano le distanze rispettivamente in {\displaystyle X} e {\displaystyle Y}. In altre parole, la distanza fra due punti di {\displaystyle X} è uguale alla distanza fra le loro immagini in {\displaystyle Y}.

Una tale funzione è necessariamente iniettiva, non è però necessariamente suriettiva: alcuni autori includono la suriettività nella definizione di isometria; con questa definizione ogni isometria definisce una corrispondenza biunivoca.

## Gruppo di isometrie
Le isometrie {\displaystyle f\colon X\to X} di uno spazio metrico {\displaystyle X} fissato formano un gruppo con l'operazione di composizione di funzioni. Questo gruppo è il gruppo delle isometrie di {\displaystyle X}, spesso indicato con {\displaystyle \mathrm {Isom} (X)}. Ad esempio:
- Il gruppo delle isometrie di un poligono regolare con {\displaystyle n} lati è il gruppo diedrale di ordine {\displaystyle 2n}.
- Il gruppo delle isometrie della sfera di dimensione {\displaystyle n} è il gruppo ortogonale {\displaystyle \mathrm {O} (n+1).}

## Variazioni

### Spazi vettoriali
Nel caso di uno spazio vettoriale munito di un prodotto scalare, una isometria è spesso definita diversamente: in questo contesto un'isometria è un'applicazione lineare che conserva il prodotto scalare, cioè tale che
{\displaystyle \langle f(x_{1}),f(x_{2})\rangle =\langle x_{1},x_{2}\rangle .}
Nel caso in cui il prodotto scalare sia definito positivo, lo spazio vettoriale è anche uno spazio metrico e le due definizioni fondamentalmente coincidono; l'unica differenza consiste che nello spazio vettoriale l'isometria è supposta fissare l'origine: in particolare, non sono ammesse traslazioni.

### Varietà riemanniane
In geometria differenziale ogni varietà riemanniana è dotata di un tensore metrico che definisce distanze, angoli, volumi, lunghezze, etc. La nozione di isometria usata in questo contesto è quindi mutuata da quella usata in algebra lineare.
Un diffeomorfismo
{\displaystyle f\colon M\to N}
fra due varietà riemanniane (o pseudo-riemanniane) induce in ogni punto {\displaystyle x} di {\displaystyle M} un differenziale
{\displaystyle df_{x}\colon T_{x}M\to T_{f(x)}N}
che è un isomorfismo lineare fra gli spazi tangenti in {\displaystyle x} e in {\displaystyle f(x)}. La funzione {\displaystyle f} è un'isometria se per ogni coppia di vettori tangenti {\displaystyle v,w} in ogni punto {\displaystyle x} vale la relazione
{\displaystyle g_{M}(v,w)=g_{N}(df_{x}(v),df_{x}(w)).}
Qui {\displaystyle g_{M}} e {\displaystyle g_{N}} sono il tensore metrico in {\displaystyle M} e in {\displaystyle N}.
In altre parole, si richiede che {\displaystyle g_{M}} sia il pull-back del tensore {\displaystyle g_{N}} di rango (0,2):
{\displaystyle g_{M}=f^{*}g_{N}.}
Una varietà riemanniana è anche uno spazio metrico: una isometria fra varietà riemanniane è anche un'isometria fra spazi metrici nel senso usuale.
Se {\displaystyle f} è un diffeomorfismo locale tale che {\displaystyle g_{M}=f^{*}g_{N}}, allora {\displaystyle f} è chiamata isometria locale.

## Esempi
In uno spazio euclideo, traslazioni, rotazioni e riflessioni sono isometrie. La classificazione di tutte le isometrie dipende dalla dimensione dello spazio.

### Isometrie nel piano euclideo
Nel caso particolare del piano euclideo, queste sono tutte le varie tipologie di isometrie:
- Le simmetrie assiali.
- Le rotazioni (di cui le simmetrie centrali sono casi particolari).
- Le traslazioni.
- Le antitraslazioni, (o glissosimmetrie, o glissoriflessioni, o simmetrie con scorrimento), ottenibili con una simmetria assiale composta a una traslazione lungo una retta parallela all'asse della simmetria assiale.

### Isometrie in geometria iperbolica
La geometria iperbolica è una geometria non euclidea, che sostituisce allo spazio euclideo uno spazio iperbolico. Lo spazio iperbolico è un particolare spazio metrico. In dimensione 2, questo è raffigurabile come il disco di Poincaré.
Come nel piano euclideo, tramite isometrie è possibile ruotare lo spazio iperbolico intorno a un punto e spostare un punto su un altro punto qualsiasi.